# Уингфилд, Эдвард, 2-й виконт Пауэрскорт
Эдвард Уингфилд, 2-й виконт Пауэрскорт (англ. Edward Wingfield, 2nd Viscount Powerscourt; 23 октября 1729 — 6 мая 1764) — англо-ирландский пэр и политик. Он был известен как Достопочтенный Эдвард Уингфилд с 1744 по 1751 год.

## Биография
Родился 23 октября 1729 года. Старший сын Ричарда Уингфилда, 1-го виконта Пауэрскорта (1697—1751), и Дороти Бересфорд Роули (? — 1785), дочери Геркулеса Роули из Саммерхилла в графстве Мит. Он получил образование в колледже Святого Иоанна в Кембридже и в Тринити-колледже Дублинского университета.
21 октября 1751 года после смерти своего отца Эдвард Унигфилд унаследовал титулы 2-го виконта Пауэрскорта из Пауэрскорта в графстве Уиклоу (Пэрство Ирландии) и 2-го барона Уингфилда из Уингфилда в графстве Уэксфорд (Пэрство Ирландии), став членом Ирландской палаты лордов.
Эдвард Уингфилд заседал в Палате общин Великобритании от Стокбриджа в 1756—1761 годах.
Лорд Пауэрскорт скончался неженатым в мае 1764 года в возрасте 34 лет, и титул унаследовал его младший брат Ричард.